# Ma’arrat al-Ichwan
Ma’arrat al-Ichwan (arab. معارة الاخوان) – miejscowość w Syrii, w muhafazie Idlib. W 2004 roku liczyła 1831 mieszkańców.